# Sperone Speroni

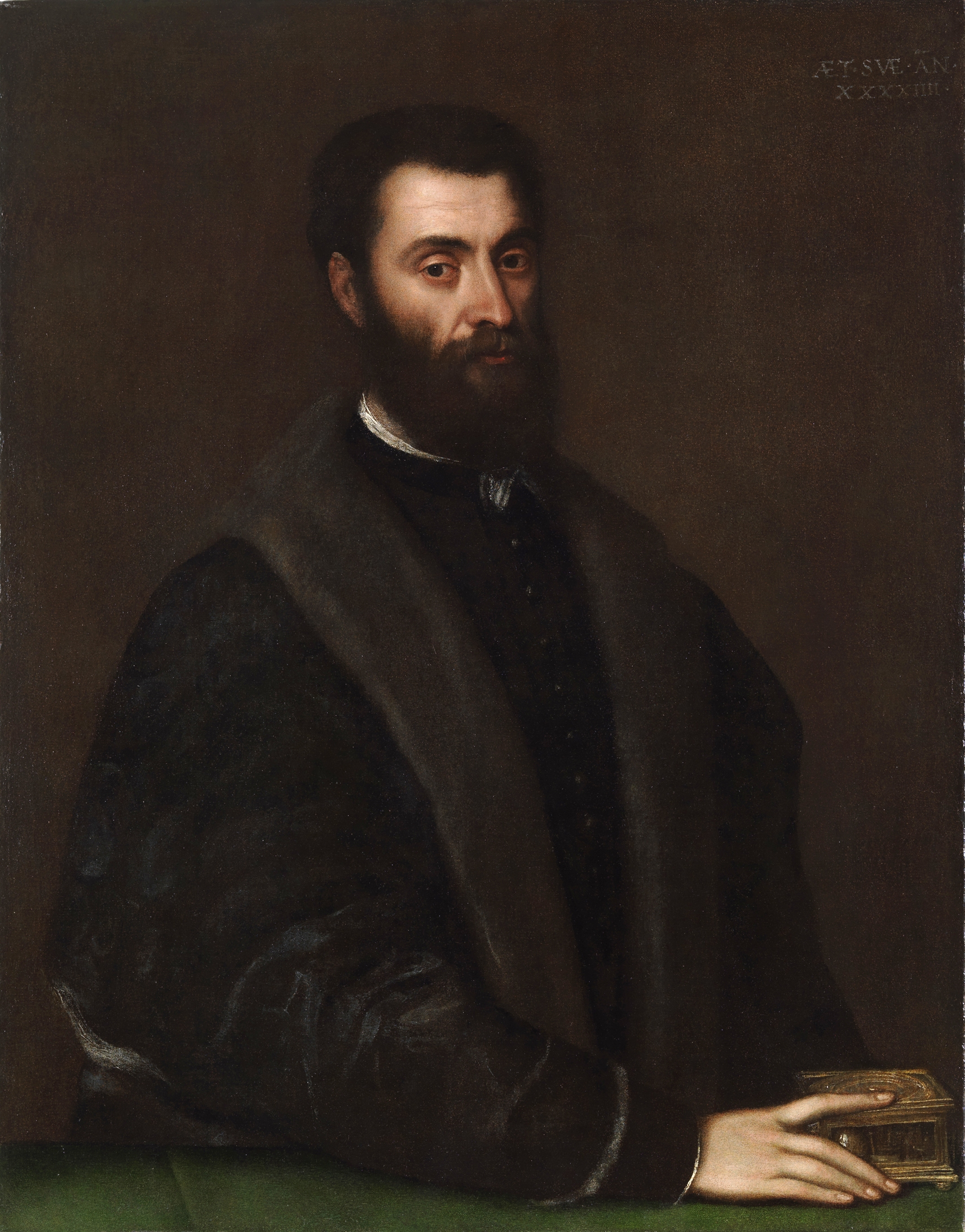
Ritratto di Sperone Speroni (1544), Tiziano Vecellio; Treviso Museo Civico Luigi Baldin.

Sperone Speroni, lateinisch Speronus Speronius (* 1500 in Padua; † 1588 ebenda) war ein italienischer Humanist und Autor.

## Leben
Nach dem Studium der Philosophie und Medizin lehrte Speroni von 1520 bis 1523 Logik an der Universität Padua, unterbrach jedoch diese Tätigkeit, um in Bologna Unterricht bei Pietro Pomponazzi zu nehmen. Nach dessen Tod (1525) kehrte er in seine Heimatstadt zurück und wirkte dort drei Jahre als Professor für Philosophie. Diesen Posten musste er, als sein Vater 1528 starb, aufgeben, um sich den häuslichen Angelegenheiten widmen zu können. Von 1534 bis 1548 hielt er sich in Venedig auf. Als Botschafter von Guidobaldo II. della Rovere, Herzog von Urbino, bei Papst Pius IV. weilte Speroni sodann von 1560 bis 1564 in Rom. Dort gewann er die Achtung mehrerer Gelehrter, u. a. des Kardinals Karl Borromäus, besuchte häufig die Versammlungen der Accademia delle Notti Vaticane und wurde bei seiner Abreise 1564 von Pius IV. zum Ritter ernannt. Im Anschluss an einen erneuten Romaufenthalt (1573–1578) kehrte er nach Padua heim, wo er bis zu seinem Lebensende (1588) wohnte.
Speroni, der in Padua Mitglied der Accademia degli Infiammati war, schrieb Gedichte, kritische Studien über Vergil, Dante Alighieri und Ludovico Ariosto sowie zahlreiche Dialoge über moralische und literarische Themen. Der wichtigste dieser Dialoge war „Delle lingue“ (1542), eine Verteidigung der Volkssprache und Plädoyer für die Ebenbürtigkeit des Italienischen als Dichtersprache neben dem Lateinischen. In diesem Werk folgte er den Ideen Pietro Bembos und beeinflusste später Joachim du Bellays „Défense et illustration de la langue française“ (1549). Seine Tragödie „Canace“ (1546) folgte den Dramen Senecas und beruht auf der Sage von Kanake, einer Gestalt der griechischen Mythologie.

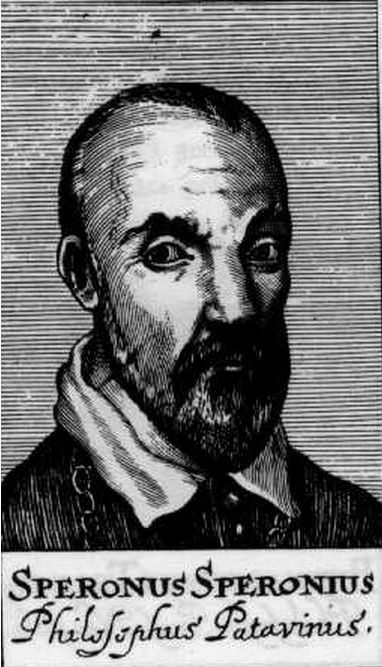
Sperone Speroni, philosophus patavinus.

## Werke (Auswahl)
- Kommentar zur Aristotelischen Rhetorik
- Dialoghi, Venedig 1542
- Canace, Tragödie, 1546
- Dialogue de la dignité des femmes, Lyon 1546
- Orazioni della prudenza dei Prinzipi (Reden über die Klugheit der Fürsten), Venedig 1598